# LNER A2形蒸気機関車 (レイヴン)
LNER A2形蒸気機関車（LNER Class A2）はロンドン・アンド・ノース・イースタン鉄道（LNER）の蒸気機関車の形式である。ヴィンセント・レイヴンがノース・イースタン鉄道（NER）の4.6.2形として設計した。合併前の1922年にNERにより2両が、1924年にLNERより3両が製造された。LNERでの番号は2400–2404である。

## 歴史
全5台はLNERによって固有名称が付けられた。とても長い平行なボイラーから「スキットル・アレー」（Skittle-alleys）の愛称で呼ばれた。2404号機は1929年の改造でグレスリー設計のA1形と同じテーパー・ボイラーを搭載したという点で独特である。
より高度な技術を使用したグレート・ノーザン鉄道のA1形がLNERの標準急行旅客機関車として選択され、A2形は製造されなくなった。
全両が1936年から1937年に廃車となった。廃車後は全機解体され現存しない。

## 各機一覧
| LNER機番 | 名称                       | 製造       | 廃車      |
| -------- | -------------------------- | ---------- | --------- |
| 2400     | City of Newcastle          | 1922年12月 | 1937年4月 |
| 2401     | City of Kingston upon Hull | 1922年12月 | 1936年7月 |
| 2402     | City of York               | 1924年3月  | 1936年7月 |
| 2403     | City of Durham             | 1924年3月  | 1937年5月 |
| 2404     | City of Ripon              | 1924年3月  | 1937年2月 |